# Clima desértico tropical
O Clima desértico tropical e de estepe é um dos climas encontrados nas baixas latitudes, devido as massas de ar equatoriais e tropicais, caracteriza-se pela quase ausência de chuvas de verão, encontrado no arquipélago de Socotra, litoral do Peru e, no norte do Chile.

## Influências

### Na vegetação
A vegetação da região é formada por uma estepe rala e baixa, composta por gramíneas ressecadas que servem de pasto para os animais típicos da região.

### Na pecuária
A pecuária transumante teve início na região há três mil anos, aproximadamente. No verão, os indígenas subiam para as áreas frescas, onde eram formados bons pastos, com o derretimento da neve. No inverno iam para as regiões mais baixas. Esse tipo de deslocamento migratório é denominado de transumância. Para essa atividade foram domesticados animais típicos da região: a lhama, em maior número, que produz a lã e a carne e serve como transporte de carga, e a alpaca, produtora de lã. Existem também os guanacos e a vicunha, mas em menos quantidade e de difícil domesticação.

### Na água
Na região litorânea, onde vivem aproximadamente 80% da população local, a maior dificuldade é a obtenção de água. A exploração de salitre e cobre exige muita água no processo de industrialização da região. A princípio, eram utilizados navios-tanques para o abastecimento de água, vindo de Valparaíso. Com o crescimento da população, foram criadas indústrias de destilação de água do mar, com base em máquinas movidas a carvão, e mais tarde foram construídos aquedutos desde as montanhas até o litoral. Podemos concluir que o processo de transformação e modificação dos domínios naturais, ao longo da história do homem, intensificou-se uando os recursos naturais foram transformados em riquezas e passaram a circular entre as sociedades humanas, visando ao acúmulo de capital.

## Clima das latitude baixa
De acordo com a Classificaçao climática de Strahler o clima das latitudes baixas são:
- Equatorial úmido;
- Litorâneo com ventos alísios;
- Desértico tropical e de estepe;
- Desértico das costas ocidentais, e;
- Tropical alternadamente úmido e seco.